# Dansk Spejderkorps Sydslesvig

Das Logo des Verbandes zeigt Pfadfinderlilie und -kleeblatt, die Farben sind dem Danebrog und dem Wappen des Herzogtums Schleswig entnommen.

Das Dansk Spejderkorps Sydslesvig (DSS, Dänisches Pfadfinderkorps in Südschleswig) ist der Pfadfinderverband der in Südschleswig lebenden dänischen Minderheit. Der 1919 gegründete koedukative Verband hatte 2007 etwa 680 Mitglieder in 12 Gruppen.

## Ziele
Ziel des Verbandes ist die Erziehung von Kindern und Jugendlichen der dänischen Bevölkerungsgruppe zu Selbständigkeit, Verantwortungsbewusstsein, demokratischer Grundhaltung und internationaler Verständigung; dazu wird die Pfadfindermethode angewendet.

## Geschichte
Das Dansk Spejderkorps Sydslesvig wurde am 10. August 1919 gegründet. Da es bereits damals Jungen- und Mädchengruppen aufnahm, war es der erste koedukative Pfadfinderverband in Deutschland. Zudem ist das DSS der einzige Pfadfinderverband, der während der Zeit des Nationalsozialismus nicht verboten oder aufgelöst wurde, da Angehörige der dänischen Minderheit von der verpflichtenden Mitgliedschaft in NS-Organisationen befreit waren und das DSS deshalb nicht als Konkurrenz zur Hitler-Jugend betrachtet wurde.
Bis nach dem Zweiten Weltkrieg war das DSS eng mit dem dänischen Det Danske Spejderkorps (DDS) verbunden und wurde als Teil dieses Verbandes behandelt, obwohl das DDS in Dänemark bis 1973 nur Jungen aufnahm. Erst in den 1950er Jahren löste sich das DSS vom dänischen Verband und wurde selbständig, gleichzeitig wurde es Anschlussmitglied im Bund Deutscher Pfadfinder; diese Mitgliedschaft ist auf den Bund der Pfadfinderinnen und Pfadfinder übergegangen.
1963 erwarb der Verband den Spejdergården Tydal in Eggebek als Verbandszentrum. In den folgenden Jahren wurden die Anlagen dort umgestaltet, 1979 wurde dort ein Museum zur Geschichte des DSS eröffnet.

## Einbindung
Über die dänischen Dachverbände Fællesrådet for Danmarks Drengespejdere und Pigespejdernes Fællesråd Danmark ist das DSS Mitglied der World Organization of the Scout Movement und der World Association of Girl Guides and Girl Scouts. Gleichzeitig ist es Anschlussverband des Landesverbandes Schleswig-Holstein/Hamburg im Bund der Pfadfinderinnen und Pfadfinder, der über den Ring deutscher Pfadfinderverbände und den Ring Deutscher Pfadfinderinnenverbände ebenfalls beiden Weltverbänden angehört.
Eine Mitgliedschaft besteht außerdem bei den dänischen Jugendorganisationen in Südschleswig, dem Dachverband der dänischen Jugendverbände in Südschleswig.

## Gliederung
Das DSS gliedert sich in örtliche Gruppen, die wiederum aus Kleingruppen der einzelnen Altersstufen bestehen. Alle Gruppen werden von ehrenamtlichen Gruppenleitern geleitet. Neben den „klassischen“ Ortsgruppen gehört ein Pfadfinderorchester in Schleswig zum DSS.
Nach seiner Ordnung existieren im DSS vier Altersstufen, dazu kommen die Leiter. Verschiedene Gruppen haben vor diese offiziellen Stufen eine oder mehrere weitere Stufen geschaltet, um Angebote für jüngere Kinder zu ermöglichen oder die Verweildauer innerhalb einer Stufe zu verkürzen.
| Alter        | Stufenbezeichnung                | Kleingruppenname |
| ------------ | -------------------------------- | ---------------- |
| 6–11 Jahre   | Ulve/mejser Wölflinge/Wichtel    | Flok             |
| 12–15 Jahre  | Spejdere Pfadfinder              | Trop/Patruljer   |
| 16–18 Jahre  | Seniorspejdere ältere Pfadfinder | Trop/Patruljer   |
| 19–23 Jahre  | Rovere Rover                     | Klan             |
| ab 18 Jahren | Ledere Leiter                    | -                |

Die Altpfadfinder des DSS sind in der am 18. November 1945 gegründeten Sct. Georgs Gilde Flensborg zusammengefasst.

## Einrichtungen
Der Verband unterhält den 75 ha großen Spejdergården Tydal in Eggebek als Verbandszentrum. Neben Selbstversorgerhäusern mit etwa 80 Betten und Zeltplätzen für 800 Personen befindet sich dort auch das Museum des DSS. Der Sydslesvigs Spejderfond dient der Unterstützung der Pfadfinderarbeit.